# Myrmarachne kitale
Myrmarachne kitale là một loài nhện trong họ Salticidae.
Loài này thuộc chi Myrmarachne. Myrmarachne kitale được Fred R. Wanless miêu tả năm 1978.